# Mártires de Abitinae
Abitinae, uma cidade na província romana da África, às vezes aparece como Abitina. A que aparece no Anuário Pontifício e em outros lugares é Abitinae, e esta forma é a que Agostinho de Hipona usou ao escrever seu De baptismo, em 400 ou 401.
Os Mártires Abitinianos foram 49 cristãos condenados em 304, durante o reinado do imperador Diocleciano. Eles foram acusados de terem celebrado ilegalmente o culto dominical em Abitinae. Em 24 de fevereiro do ano anterior, Diocleciano publicou seu primeiro édito contra os cristãos. Foi ordenado que as escrituras e locais de culto cristãos fossem destruídos em todo o Império Romano, e os cristãos foram proibidos de se reunir para adoração.
O bispo em Abitinae era Fundanus. Ele obedeceu devidamente ao decreto e entregou os manuscritos da igreja. No entanto, alguns cristãos continuaram a reunir-se ilegalmente, liderados por um sacerdote chamado Saturninus. Um integrante do grupo era Dativus, senador. Foram presos e levados perante magistrados locais, que os enviaram a Cartago, a capital da província, para julgamento.
O julgamento ocorreu em 12 de fevereiro perante o procônsul Caio Ânio Anulino. O defensor era Fortunatianus, irmão de um dos prisioneiros, Victoria. Sob interrogatório, Saturninus declarou que era cristão e havia participado do encontro de cristãos. A princípio, mesmo sob tortura, recusou-se a dizer quem havia presidido. Fortunatianus, foi ouvido denunciando Dativus. Ele o acusou de ter persuadido as jovens ingênuas a comparecer ao culto. Sua irmã Victoria, porém, declarou que havia partido por vontade própria. Interrompendo a tortura do grupo, o procônsul perguntou novamente a Dativus se ele havia participado da reunião. Mais uma vez, Dativus declarou que sim. Quando questionado sobre quem era o instigador, respondeu: “O sacerdote Saturninus e todos nós”. Ele foi então devolvido para a prisão para morrer logo depois devido aos ferimentos.
O sacerdote Saturninus foi então interrogado e mantido firme mesmo sob tortura. Foi o mesmo com todos, mulheres e homens. Eles incluíam seus quatro filhos.
Um deles, Eméritus, confessou que o grupo de cristãos realmente tinha se reuniado em sua casa. Quando lhe perguntaram por que tinha violado a ordem do imperador, a sua famosa resposta foi “Sine dominico non possumus” – não podemos viver sem esta coisa do Senhor. Significando coisa do Senhor, “dominico” referia-se à Eucaristia. Esta palavra daria o novo nome ao domingo nas Línguas Românicas. O imperador declarou a Eucaristia ilegal, mas os prisioneiros haviam optado por participar dela mesmo correndo o risco de serem torturados e condenados à morte.
Às vezes associada aos Mártires de Abitinae está Restituta.

## Lista dos Mártires de Abitinae
A festa dos Mártires de Abitene cai em 12 de fevereiro, e é nesta data que o Martirológio Romano registra os nomes de todos os quarenta e nove:
- Saturninus, Presbítero
- Saturninous, filho de Saturninus, Leitor
- Félix, filho de Saturninus, Leitor
- Maria, filha de Saturninus
- Hilarion, filho bebê de Saturninus
- Dativus, também conhecido como Sanator
- Félix
- outro Félix
- Eméritus, Leitor
- Ampelius, Leitor
- Benignus, filho pequeno de Ampelius
- Rogacianus
- Quintus
- Maximianus ou Máximus
- Telica ou Tazelita
- outro Rogatianus
- Rogatus
- Januárius
- Cassianus
- Vitorianus
- Vicente
- Cecilianus
- Restituta
- Prima
- Eva
- mais um Rogatianus
- Givalius
- Rogatus
- Pompônia
- Segunda
- Ianuária
- Saturnina
- Martinhus
- Clautus
- Félix júnior
- Margaridas
- Maior
- Honorata
- Régiola
- Victorinus
- Pelusius
- Faustus
- Dácius
- Matrona
- Cecília
- Victoria, uma virgem de Cartago
- Berectina
- Segunda
- Matrona
- Ianuária